# Ranunculus cardiophyllus
Ranunculus cardiophyllus Hook. – gatunek rośliny z rodziny jaskrowatych (Ranunculaceae Juss.). Występuje naturalnie w Stanach Zjednoczonych i Kanadzie. 

## Rozmieszczenie geograficzne
W Kanadzie rośnie w zachodniej części kraju – w prowincjach Alberta, południowo-wschodniej części Kolumbii Brytyjskiej oraz w południowo-wschodnim Saskatchewan. W Stanach Zjednoczonych występuje na obszarze od północnych części Arizony i Nowego Meksyku aż po środkową część stanu Wyoming.

## Morfologia
PokrójBylina o mniej lub bardziej owłosionych pędach. Dorasta do 10–50 cm wysokości.
LiścieSą proste, trójdzielne lub pięciodzielne. Mają eliptyczny lub owalny kształt. Mierzą 2,5–7 cm długości oraz 2–4,5 cm szerokości. Nasada liścia ma sercowaty kształt. Brzegi są karbowane. Wierzchołek jest zaokrąglony lub ostry.
KwiatySą pojedyncze lub zebrane po 2–5 w kwiatostanach. Mają żółtą barwę. Mają 5 owalnych działek kielicha, które dorastają do 5–8 mm długości. Mają od 5 do 10 owalnych płatków o długości 6–13 mm.
OwoceNiełupki o jajowatym kształcie i długości 2–3 mm. Tworzą owoc zbiorowy – wieloniełupkę o jajowatym lub cylindrycznym kształcie i dorastającą do 5–9 mm długości.

## Biologia i ekologia
Rośnie na łąkach. Występuje na wysokości od 600 do 3400 m n.p.m. Kwitnie od maja do września. 

## Zmienność
W obrębie tego gatunku wyróżniono jedną formę:
- Ranunculus cardiophyllus f. apetalus (Farr) B. Boivin